# マット・マクグラス
マット・マクグラス（Matthew John “Matt” McGrath、1878年12月18日 - 1941年1月29日）は、アメリカ合衆国の元陸上競技選手。ハンマー投の選手として1908年ロンドンオリンピック以降4大会に出場。ストックホルムオリンピックでは金メダルを獲得。ほか2大会でも銀メダルを獲得した選手である。

## 来歴
マクグラスはアイルランド出身だが、後にアメリカに移民する。彼の選手時代には身長1.82m、体重は112kgあり、その大きさと強さから「アイリッシュホエール」とあだ名された。
マクグラスは27歳まで世界ランク7位が最高でありそれほどではなかったが、50歳まで世界ランク10位内をキープし、歴史上でももっとも長持ちした選手の一人に数えられる。彼は7度全米体育協会(AAU)のハンマー投で勝利し、重錘投げ(56lb)でも7度勝利している。さらに、2度の世界新記録を樹立している。彼のベスト記録は1911年にニューヨークで出した57.10mである。
マクグラスがオリンピックに初出場したのは1908年のロンドン大会である。このとき、非公認の世界記録保持者として参加したが、この大会でオリンピック3連覇を果たしたジョン・フラナガンの前に銀メダルに終わっている。1912年ストックホルムオリンピックでは圧倒的な力を見せ付け金メダルを獲得する。この大会で彼の6投のうちもっとも悪い記録でも2位に4.5mほどの差をつけ、彼の出した記録は24年間オリンピック記録として残ることとなった。
1920年アントワープオリンピックでは、同じアメリカのパトリック・ライアンとともに優勝候補の一人であった。しかし競技中にひざを故障し、5位に終わる。1924年、45歳となったマクグラスはパリオリンピックに4度目の出場を果たし、銀メダルを獲得する。これはアメリカの陸上競技選手として現在に至るまで最も年長のメダリストである。しかし、1928年アムステルダムオリンピックの選考会で落選した。これに対し多くの抗議があり、マクグラスをアムステルダムに送るための基金なるものの申込があったが、当然のことながら出場することはできなかった。